# Parti saskatchewanais
Le Parti saskatchewanais (anglais : Saskatchewan Party) est un parti politique de centre-droit dans la province canadienne de Saskatchewan. Le parti est d'orientation conservatrice depuis sa création, mais tente aujourd'hui de s'attirer les électeurs plus centristes. 
Le Parti saskatchewanais forme le parti au pouvoir de la province, détenant 48 des 61 sièges parlementaires à l'Assemblée législative de la Saskatchewan.

## Origines et base politique

### Fondation
Le parti fut fondé en 1997 par une coalition d'anciens membres progressistes-conservateurs et libéraux, ainsi que des membres qui cherchaient à éjecter le Nouveau Parti démocratique de la Saskatchewan du pouvoir.

### Élection du chef en 1998
Le 20 avril 1998, a lieu le premier tour, Elwin Hermanson est en tête et obtient 1664 voix, Rod Gantefoer obtient 1226 voix et Yogi Huyghebaert 454 voix.
Au second tour, Elwin Hermanson est élu président du parti avec 1836 voix face à Rod Gantefoer qui avait obtenu 1508 voix

### Élection du chef en 2004
Brad Wall est élu président du parti le 15 mars 2004 sans adverse.

### Élection du chef en 2018
Scott Moe est élu président du parti le 27 janvier 2018.
| Candidat            | 1er tour | 2e tour | 3e tour | 4e tour | 5e tour |
| ------------------- | -------- | ------- | ------- | ------- | ------- |
| Alanna Koch         | 26,39 %  | 26,42 % | 26,82 % | 34,06 % | 46,13 % |
| Scott Moe           | 26,13 %  | 26,20 % | 26,51 % | 36,43 % | 53,87 % |
| Ken Cheveldayoff    | 24,34 %  | 24,49 % | 24,62 % | 29,51 % | éliminé |
| Gordon Wyant        | 21,54 %  | 21,56 % | 22,05 % | éliminé | éliminé |
| Tina Beaudry-Mellor | 1,32 %   | 1,33 %  | éliminé | éliminé | éliminé |
| Rob Clarke          | 0,28 %   | éliminé | éliminé | éliminé | éliminé |

## Chef du parti
| Nom             | Chef        | Premier ministre |
| --------------- | ----------- | ---------------- |
| Ken Krawetz     | 1997-1998   | —                |
| Elwin Hermanson | 1998-2004   | —                |
| Brad Wall       | 2004-2018   | 2007-2018        |
| Scott Moe       | depuis 2018 | depuis 2018      |

## Résultats

### Élections provinciales
| Élection | Chef            | Votes   | %     | Sièges  | +/– | Positionnement | Gouvernement  |
| -------- | --------------- | ------- | ----- | ------- | --- | -------------- | ------------- |
| 1999     | Elwin Hermanson | 160 603 | 39,61 | 25 / 58 |     | 2e             | Opposition    |
| 2003     | Elwin Hermanson | 168 144 | 39,95 | 28 / 58 | 3   | 2e             | Opposition    |
| 2007     | Brad Wall       | 227 808 | 50,81 | 38 / 58 | 10  | 1er            | Wall          |
| 2011     | Brad Wall       | 258 585 | 64,25 | 49 / 58 | 11  | 1er            | Wall          |
| 2016     | Brad Wall       | 270 776 | 62,36 | 51 / 61 | 2   | 1er            | Wall puis Moe |
| 2020     | Scott Moe       | 269 996 | 61,12 | 48 / 61 | 3   | 1er            | Moe           |
| 2024     | Scott Moe       | 244 037 | 52,26 | 34 / 61 | 14  | 1er            |               |